# Raffles Haw
Raffles Haw (The Doings of Raffles Haw en version originale) est un roman d'Arthur Conan Doyle, d'abord paru en feuilleton dans la Pittsburgh Commercial Gazette du 11 juillet 1891 au 15 août 1891, avant d'être publié en volume en 1892.
Le roman a connu une première traduction française en 1910 sous le titre La Merveilleuse découverte de Raffles Haw. Le roman a connu une nouvelle traduction d'Albert Savine en 1957 pour l'intégrale des œuvres d'Arthur Conan Doyle éditée par Robert Laffont sous le titre Raffles Haw.

## Résumé
Robert MacIntyre et sa sœur Laure vivent en compagnie de leur père dans le petit village de Tamfield, situé à une vingtaine de kilomètres de Birmingham. La famille vit chichement : le vieux MacIntyre a subi quelques années plus tôt la faillite de son commerce d'armes et le décès de sa femme, aussi noie-t-il désormais son amertume dans l'alcool. Robert se consacre à la peinture, art qu'il exerce avec un certain talent sans parvenir jusqu'à présent à en tirer de véritables revenus. Laure est fiancée à Hector Spurling, sous-lieutenant de la Royal Navy et fils du curé local. Le jeune militaire vient rendre visite aux MacIntyre pour annoncer à Laure qu'il est envoyé à Madère pour quelques mois.
Peu de temps après qu'Hector soit parti en mission, Robert fait la rencontre fortuite de Raffles Haw, un nouvel habitant installé depuis peu à Tamfield. Son arrivée a fait grand bruit dans les environs, car le nouveau résident a fait construire une vaste demeure en un temps record par plus d'une centaine d'ouvriers, puis y a fait livrer du mobilier de grande valeur. On le dit millionnaire. La candeur de Robert et son goût pour l'art suscitent la confiance de Raffles, qui lui fait visiter sa mystérieuse demeure. Robert est stupéfait en découvrant que son hôte possède une fortune colossale qui lui a permis d'accumuler des pierres précieuses, des manuscrits de grande valeur et des tableaux de maîtres. La demeure comporte également de gigantesques serres reproduisant différentes ambiances, allant de la jungle au désert. Raffles Haw montre pourtant peu d'attachement vis-à-vis de ces richesses matérielles et semble surtout animé par ses projets caritatifs. Ainsi engage-t-il des sommes importantes pour venir en aide aux plus pauvres du village et financer la restauration de l'église de Tamfield. L'origine de sa fortune reste toutefois inconnue.
L'amitié entre Robert et Raffles amène ce dernier à rencontrer Laure. Les deux jeunes gens tombent rapidement amoureux. Pour montrer son affection, Raffles prend plaisir à satisfaire les moindres envies de la jeune femme. Lorsque celle-ci déclare ne jamais avoir vu de tigre, Raffles en fait venir un au village par train spécial. Laure est charmée par ces intentions exceptionnelles, mais apprécie surtout que Raffles ait à cœur d'utiliser sa fortune pour combattre la misère. Le jeune homme refuse cependant d'aider les personnes capables de subvenir par elles-mêmes à leurs besoins, ou qui pourraient faire un mauvais usage de cet argent. Ainsi s'attire-t-il les foudres du vieux MacIntyre, à qui il refuse l'octroi d'un prêt pour relancer son commerce d'armes. Ceci ne l'empêche pas de demander à Laure de devenir sa femme. Celle-ci accepte, après avoir écrit une lettre à Hector Spurling pour délier leurs fiançailles.
Quelques jours plus tard, Raffles Haw décide de révéler à Robert le secret de sa fortune. L'invitant de nouveau chez lui, il lui fait découvrir son laboratoire et lui explique avoir découvert, par l'usage de l'électricité, un procédé permettant de transformer les métaux lourds en métaux plus légers. Ainsi a-t-il découvert le procédé d'alchimie permettant de transformer le plomb en or. Plutôt que de révéler au monde entier sa découverte, ce qui aurait simplement fait s'effondrer la valeur de l'or, Raffles a décidé de mettre sa technique à profit pour devenir milliardaire et disposer de ressources infinies dans le but de faire progresser l'humanité. Ainsi expose-t-il à Robert certains de ses projets pharaoniques, à commencer par la création d'une ligne de transport traversant la Terre par son centre, ou plus simplement le remboursement complet des dettes publiques. Raffles montre par ailleurs à Robert un coffre dans lequel se trouvent les documents expliquant les secrets techniques du procédé d'alchimie.
Le soir, Robert est incapable de s'endormir et se lève en pleine nuit. Par hasard, il découvre que son père a quitté sa chambre pour partir discrètement en direction de la demeure de Raffles Haw. Redoutant un malheur, Robert suit son père, qui s'introduit dans la demeure du milliardaire et découvre des lingots d'or qu'il serre contre lui. Pris en flagrant délit par le propriétaire des lieux, le vieux MacIntyre tente de le tuer. Seule l'intervention de Robert permet d'éviter le drame. Pris de folie, le père de Robert est emmené à l'aube par les autorités pour être interné dans un asile. L'incident secoue Raffles Haw, qui prend conscience de la convoitise malsaine que sa fortune suscite.
Peu après, le curé lui apprend que l'aide reçue par les villageois a également eu des effets néfastes : certains hommes valeureux et débrouillards refusent désormais de se donner du mal, dans l'attente de recevoir d'importantes sommes d'argent de la part de leur bienfaiteur. De même, Robert a perdu l'envie de peindre, démotivé à l'idée de devoir fournir de longs efforts pour une maigre pitance. Un coup plus rude encore vient frapper Raffles lorsqu'il assiste au retour inattendu d'Hector Spurling. N'ayant pas reçu la lettre de sa bien-aimée, le militaire la serre dans ses bras en la voyant et lui parle de l'imminente célébration de leur mariage. Laure le rejette, affirmant qu'il vient, par ces quelques mots, de la ruiner alors qu'elle comptait d'ici peu célébrer son mariage avec Raffles. Ce dernier découvre, stupéfait, qu'il a compromis, par l'attrait de son argent, la trajectoire toute tracée d'un couple honnête et heureux. Le milliardaire s'enfuit et s'enferme chez lui.
Le soir, un domestique de Raffles Haw vient chercher Robert car il s'inquiète pour la santé de son maître, enfermé depuis de longues heures dans son laboratoire, œuvrant à un travail colossal au vu des fumées qui s'échappent par les cheminées de la demeure. Robert se rend chez Raffles en même temps que la police. Les forces de l'ordre parviennent à faire céder la porte du laboratoire et découvrent que celui-ci est rempli d'une gigantesque quantité de poussière. Raffles Haw se tient figé sur une chaise, livide : son corps est froid, le jeune homme est décédé. Robert ouvre le coffre qui contenait le secret du procédé d'alchimie, et y trouve une simple lettre qui lui est adressée. Raffles y exprime son désespoir, ayant compris que son or génère finalement plus de mal que de bien. Robert comprend que son ami a décidé de détruire la quasi-totalité de ses richesses en utilisant ses connaissances pour les transformer en simples molécules de propyle. La lettre n'évoque aucun projet de suicide : la mort de Raffles Haw est attribuée par Robert à l'immensité du chagrin qui lui a brisé le cœur.